# Сто дней до приказа (фильм)
«Сто дней до приказа…» — фильм режиссёра Хусейна Эркенова, в основу которого легла одноимённая повесть Юрия Полякова (опубликована в 1987). Это произведение, одно из первых в отечественной литературе, было посвящено острым социальным проблемам в Советской Армии (а именно дедовщине), до того времени находившимся под негласным табу.

## Сюжет
Фильм не имеет выраженной сюжетной линии и состоит из ряда эпизодов, каждый из которых заканчивается гибелью одного из военнослужащих. Зачастую эта гибель показана аллегорически, но так или иначе является следствием неуставных отношений в Советской Армии.
И тогда череда необъяснимых смертей в воинской части вынуждает командира части к личному участию в выяснении причин гибели своих солдат. Но его вмешательство только усугубляет развитие драмы. Отчего? Офицерский состав недоумевает. Запутывается клубок трагических обстоятельств…

## В ролях
| Актёр              | Роль                    |
| ------------------ | ----------------------- |
| Алексей Волков     | старший сержант         |
| Владимир Заманский | неизвестный             |
| Армен Джигарханян  | полковник               |
| Олег Васильков     | Елин                    |
| Роман Греков       | Зуб                     |
| Валерий Трошин     | Кудрин                  |
| Александр Числов   | Зырин                   |
| Михаил Соломатин   | Беликов                 |
| Сергей Роженцев    | Титаренко               |
| Сергей Быстрицкий  | старший лейтенант Умнов |
| Сергей Семёнов     | капитан                 |
| Елена Кондулайнен  | смерть                  |
| Олег Хусаинов      | мальчик                 |
| Павел Степанов     | рядовой                 |
| Марина Полицеймако | женщина в поле          |
| Олег Яковлев       | эпизод                  |

## Фестивали и награды
- 1994 — МКФ в Берлине — Участие в Программе «Panorama»

## Дополнительные факты
- После съёмок в фильме за Еленой Кондулайнен закрепилось звание «секс-символа СССР».
- Юрий Поляков отозвался о фильме следующим образом: «…Дело в том, что фильм, который снял режиссёр Эркенов, к моей повести не имеет никакого отношения, потому что это авторское кино. Молодой режиссёр, которому немедленно захотелось стать Пазолини, воспользовался названием моей… даже не названием, а строчкой в тематическом плане, чтобы самореализоваться. Я ему говорил: „Я не буду тебе выкручивать руки, закрывать фильм — Бог с тобой! Но пути тебе в кино не будет, потому что если ты берёшься экранизировать реалистическую повесть, снимай реалистическое кино, нахрена этот сюр? Если ты его хочешь, пиши сам сценарий и снимай“. Тем не менее, он сделал по-своему. Фильм до сих пор показывают, как кино не для всех. Кстати, как режиссёр Эркенов так и не состоялся…».
- Фильм стал первой актерской работой певца, экс-солиста поп-группы «Иванушки International», Олега Яковлева.
- Съемки фильма проходили в городе Серпухов.